# トヨタ・チーム・タイランド
トヨタ・チーム・タイランドはタイのレーシングチーム。タイ国内シリーズをはじめ、SUPER GT、ニュルブルクリンク24時間レースなど海外でも幅広く活動していることで知られる。TRDのタイ法人であるTRDタイランドについてもここで述べる。

## 概要

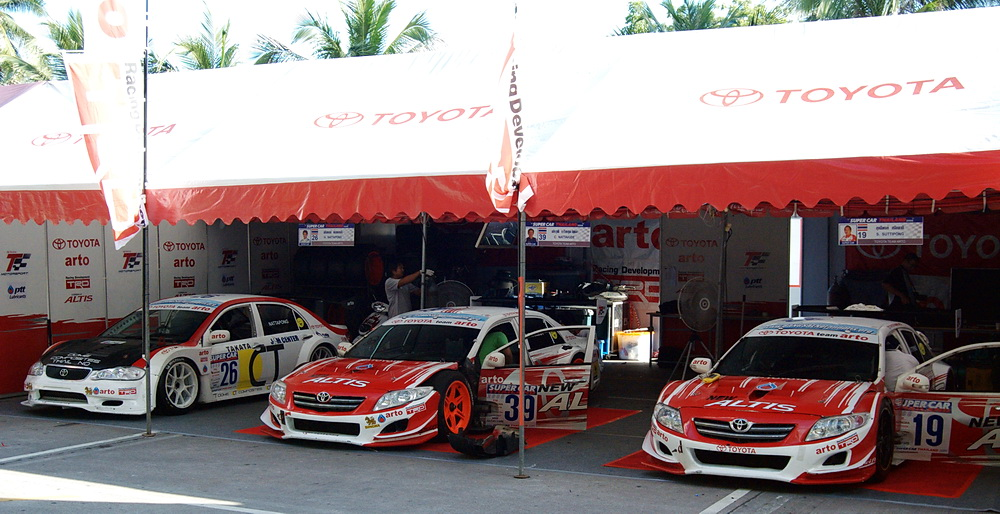
タイスーパーカー選手権に参戦するトヨタチームのカローラアルティス

1986年にトヨタ モーター タイランド（TMT）およびTRDタイランドCO.,LTD（arto-TRD）を母体に発足。以来30年以上にわたりタイにおけるモータースポーツ普及やプロフェッショナルレースに尽力してきた。
TRDタイランドの創設者・現社長であるステポン・サミタシャ（スッティポン・サミットチャート）は1980年代に日本に留学していた経験があり、「ARTO（アト、アット、アラット）」のニックネームで知られる。また彼自身もタイスーパーシリーズで幾度もタイトルを獲得したレーシングドライバーであり、現在もニュルなどでステアリングを握る。
現在はTOYOTA GAZOO Racingの一員として東南アジアのレースの他、ニュルブルクリンク24時間レースやSUPER GTなどに参戦。また、カローラアルティスやヴィオスによるワンメイクレースなどの運営にも関わりアマチュアへの振興もするなど、タイにおけるトヨタのモータースポーツ活動に大きく貢献している。
日本のレースにも参加しており、1990・1991年の全日本ツーリングカー選手権 最終戦（インターTEC）にAE92型カローラレビンで参戦した他、2014年にSUPER GTにデビューし2017年からフル参戦している。

## ニュルブルクリンク24時間レース

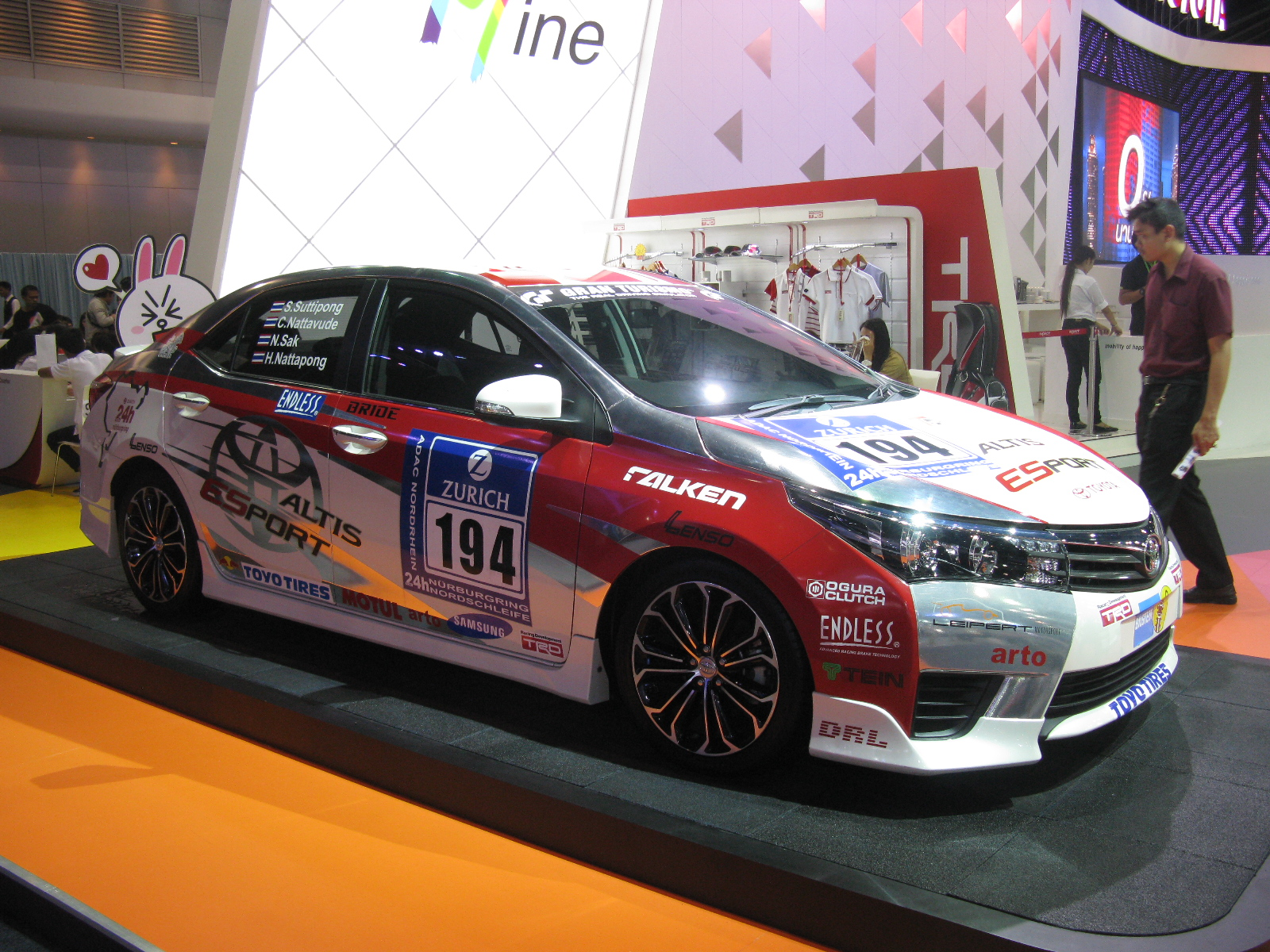
ニュル24時間に初参戦した時のカローラアルティスの194号車

2014年にタイトヨタが生産する車の品質及びタイ人ドライバーの実力を証明するため、ニュルブルクリンク24時間レースに初参戦。マシンは東南アジア専売車のカローラアルティス、クラスはSP3。安全装備以外は無改造の状態であった。またメンテナンスやオペレーション協力にザクスピードや日本のスタッフも携わっている。決勝はエンジントラブルが発生し大幅にロスをしたものの、なんとか修復してクラス7位で完走した。
2015年からは2台体制で、うち1台は優勝も狙ってレギュレーションの範囲でチュｰニング。また日本にも協力してもらい、エンジンを3S-Gに換装した。クラス6位と7位で完走。
2016年も同じ体制で参戦し、クラス2位と4位で完走。初めて表彰台に上がった。
2017年はエントラント名にGAZOOが入ってTOYOTA GAZOO Racing team THAILANDに変わり、木下隆之もドライバーに加わった。決勝は駆動系などが相次いでトラブルに見舞われ、最終的に残り2時間でピットに引っ込め、チェッカーだけ受けるという策を取らざるを得なかった。クラス8位と9位で完走。
2018年も同体制で参戦。しかし122号車は76周でリタイア、123号車も修復しながら55周でチェッカーを受けたものの完走扱いには至らなかった。
2019年はエンジンを3S-Gに換装したC-HR2台でSP3クラスに参戦。エントリー名はGazoo Racing Team Thailandに変わった。120号車のドライバーには日本やタイのワンメイクレースで活躍する河村直樹が加入。119号車はスタートできなかったが、120号車が総合80位・クラス3位で完走を果たしている。
2020年はエンジンを3S-GEに換装したカローラアルティスGR SPORTの2台でSP3クラスに参戦。決勝での結果はクラス1位を達成した。

## SUPER GT
2014年にタイのチャーン・インターナショナル・サーキットで初開催されたSUPER GTで、86マザーシャシーのプロトタイプのテスト参戦を担当。マシン名はARTO 86。ドライバーは土屋武士と、二輪・四輪でタイ国内王者になったナタウッド・ジャルーンスルカワッタナ。トップから2周遅れの14位で完走した。なおこのとき監督のスティポンは将来SUPER GTに本格参戦することを考えていることを語っている。
2016年もタイ戦にスポット参戦。ドライバーは前回に続きナタウッドと、シンハビール副社長のピッティ・ビロムパクディ。マシンは前回同様86マザーシャシー。トップから2周遅れの18位で完走した。
2017年には、純外国系チームとしては2011年のサンダーアジア以来となるフル参戦に踏み切った。ドライバーはナタウッドとフォーミュラ・アジア王者のナタポン・ホートンカム、チーム名は PANTHER TEAM THAILAND 。初年度はマザーシャシー特有のトラブルに泣き、最高で20位という苦渋の一年を送った。
2018年はドライバーはそのままに、マシンをRC F GT3にスイッチ。全戦で完走し最高15位であった。
2019年はナタウッドの代わりに、ARTAから移籍したイギリス人ドライバーのショーン・ウォーキンショーが加入。この年も全戦で完走し、最高順位は16位。
2022年2月15日 arto team ThailandはSUPER GT参戦を見送り。2023年の復帰を目指すと発表。

## 戦績
ニュルブルクリンク24時間
- 2014年 
  - ♯194 カローラアルティス（スッティポン・サミタシャ／ナタウッド・ジャルーン・スルカワッタナ／ナタポン・ホートンカム／サック・ナナ）- 総合順位109位／SP3クラス7位（99周）
- 2015年
  - ♯149 カローラアルティス（スッティポン・サミタシャ／ナタウッド・ジャルーン・スルカワッタナ／ナタポン・ホートンカム／カンタサック・クスィリ） - 総合順位82位／SP3クラス6位（111周）
  - ♯155 カローラアルティス（グラント・スパポン／チェン ・ジアンホン／マナット・クラパラノン／アーティット・ルンソンブーン） - 総合順位87位／SP3クラス7位（109周）
- 2016年
  - ♯123 カローラアルティス（スッティポン・サミタシャ／ナタウッド・ジャルーン・スルカワッタナ／マナット・クラパラノン／ナタポン・ホートンカム） - 総合順位73位／SP3クラス2位（102周）
  - ♯124 カローラアルティス（ジュム・スパポン／ナッタポン・ホートンカム／アーティット・ルンソンブーン／チェン ・ジアンホン） - 総合順位83位／SP3クラス4位（97周）
- 2017年
  - ♯123 カローラアルティス（スッティポン・サミタシャ／ナタウッド・ジャルーン・スルカワッタナ／マナット・グラッパラノン／ナタポン・ホートンカム）- 総合115位／クラス8位（96周）
  - ♯124 カローラアルティス（ガラン・スパポン／アーティットゥ・リアンソンブン／チョン・ジアン-ホン／木下隆之）- 総合116位／クラス9位（95周）
- 2018年
  - ♯122 カローラアルティス（ガラン・スパポン／アーティットゥ・リアンソンブン／チョン・ジアン-ホン） - DNF（76周）
  - ♯123 カローラアルティス（スッティポン・サミタシャ／ナタウッド・ジャルーン・スルカワッタナ／マナット・グラッパラノン／ナタポン・ホートンカム）- DNC（55周）
- 2019年
  - ♯119 C-HR（スッティポン・サミタシャ／ナタウッド・ジャルーン・スルカワッタナ／ナタポン・ホートンカム／マナット・グラッパラノン）- DNS
  - ♯120 C-HR（グラント・スパポン/アーティットゥ・リアンソンブン/河村直樹/チョン・ジアン-ホン）-　総合80位/クラス3位（119周）

SUPER GT
- 2014年
  - GT300 #194 arto-MC86（ナタウッド・ジャルーンスルカワッタナ／土屋武士） - タイ戦のみ、14位完走
- 2016年
  - GT300 #35  Arto 86 MC（ナタウッド・ジャルーンスルカワッタナ／ピッティ・ビロムパクディ）タイ戦のみ、18位完走
- 2017年
  - GT300 #35 ARTO 86 MC 101 （ナタウッド・ジャルーンスルカワッタナ／ナタポン・ホートンカム）- 0ptにつき順位無し
- 2018年
  - GT300 #35 arto RC F GT3 （ナタウッド・ジャルーンスルカワッタナ／ナタポン・ホートンカム）- 0ptにつき順位無し
- 2019年
  - GT300 #35 arto RC F GT3 （ナタポン・ホートンカム／ショーン・ウォーキンショー／ナタウッド・ジャルーンスルカワッタナ（Rd.2のみ第3ドライバーとして参戦））- 0ptにつき順位無し
- 2020年
  - GT300 #35 arto RC F GT3（ショーン・ウォーキンショー／ナタポン・ホートンカム）- 0ptにつき順位無し
- 2021年
  - GT300 #35 arto RC F GT3（ショーン・ウォーキンショー／ジュリアーノ・アレジ）- 0ptにつき順位無し

### SUPER GT
| 年     | エントラント名       | Car No. | 使用車両           | ドライバー                                                                                             | クラス | 1      | 2       | 3       | 4       | 5      | 6       | 7      | 8      | 順位 | ポイント |
| ------ | -------------------- | ------- | ------------------ | --- | ------ | ------ | ------- | ------- | ------- | ------ | ------- | ------ | ------ | ---- | -------- |
| 2014年 | TOYOTA TEAM THAILAND | 194     | トヨタ・86 MC      | 土屋武士 ナタウッド・ジャルーンスルカワッタナ                                                          | GT300  | OKA    | FSW     | AUT     | SUG     | FSW    | SUZ     | CHA 14 | TRM    | NC   | 0        |
| 2016年 | TOYOTA TEAM THAILAND | 35      | トヨタ・86 MC      | ナタウッド・ジャルーンスルカワッタナ ピッティ・ビロムパクディ                                          | GT300  | OKA    | FSW     | SUG     | FSW     | SUZ    | CHA 18  | TRM    | TRM    | NC   | 0        |
| 2017年 | TOYOTA TEAM THAILAND | 35      | トヨタ・86 MC      | ナタウッド・ジャルーンスルカワッタナ ナタポン・ホートンカム                                            | GT300  | OKA 23 | FSW Ret | AUT Ret | SUG Ret | FSW 25 | SUZ 20  | CHA 21 | TRM 24 | 28位 | 7        |
| 2018年 | TOYOTA TEAM THAILAND | 35      | レクサス・RC F GT3 | ナタウッド・ジャルーンスルカワッタナ ナタポン・ホートンカム 山西康司（Rd.5）                           | GT300  | OKA 24 | FSW 24  | SUZ 24  | CHA 15  | FSW 16 | SUG 18  | AUT 22 | TRM 25 | 20位 | 16       |
| 2019年 | TOYOTA TEAM THAILAND | 35      | レクサス・RC F GT3 | ナタポン・ホートンカム ショーン・ウォーキンショー ナタウッド・ジャルーンスルカワッタナ（Rd.2）         | GT300  | OKA 18 | FSW 24  | SUZ 16  | CHA 17  | FSW 20 | AUT 20  | SUG 21 | TRM 22 | 22位 | 16       |
| 2020年 | TOYOTA TEAM THAILAND | 35      | レクサス・RC F GT3 | 佐々木雅弘（Rd.2-5) 堤優威（Rd.2-5） ショーン・ウォーキンショー（Rd.6-8） マティアス・ベシェ（Rd.6-8） | GT300  | FSW    | FSW Ret | FSW 15  | TRM 19  | FSW 21 | SUZ 19  | TRM 23 | FSW 26 | 29位 | 15       |
| 2021年 | TOYOTA TEAM THAILAND | 35      | レクサス・RC F GT3 | ショーン・ウォーキンショー ジュリアーノ・アレジ                                                        | GT300  | OKA 24 | FSW 22  | SUZ 20  | TRM Ret | SUG 17 | AUT Ret | TRM 17 | FSW 20 | 17位 | 15       |